# Perktarit (dramat)
Perktarit (fr. Pertharite) – tragedia Pierre’a Corneille’a wystawiona w 1652, osnuta wokół walk o tron longobardzki w VII wieku.

## Data powstania utworu
Tragedia miała swoją premierę w sezonie 1651/1652. Sztuka najprawdopodobniej tylko raz została wystawiona, po czym zniknęła z afisza. Tą druzgoczącą klęskę tłumaczy się na ogół knowaniami ludzi księcia Kondeusza, przeciw któremu kierowało się ostrze utworu. Nie można również wykluczyć, że Corneille'owska tragedia bohaterska, w zmieniających się warunkach politycznych stawała się coraz mniej zrozumiała dla publiczności.

## Osoby
| Osoba     | Jej rola w dramacie    |
| --------- | ---------------------- |
| Perktarit | król Lombardów         |
| Grimoald  | książę Benewentu       |
| Garibald  | książę Turynu          |
| Unulf     | możnowładca lombardzki |
| Rodelinda | żona Perktarita        |
| Jadwiga   | siostra Perktarita     |

## Treść
Akcja dramatu rozgrywa się w Mediolanie.

### Akt I
Po zdobyciu Mediolanu i wypędzeniu dotychczasowego władcy Perktarita, Grimoald zabiega o względy jego żony, Rodelindy. Mediolańska królowa odrzuca jego awanse. Dla niej Grimoald pozostanie księciem Benewentu, wezwanym na pomoc przez brata jej męża, Godeperta, rządzącego w pobliskiej Pawii. Umierając, król Lombardii podzielił państwo między dwóch braci. Godepert nie potrafił się z tym pogodzić i wszczął wojnę przeciw bratu, a na łożu śmierci przyrzekł Grimoaldowi rękę swej siostry, Jadwigi, pod warunkiem, że zdobędzie Mediolan i wypędzi stamtąd Perktarita. Zdobywszy Mediolan Grimoald, zamiast poślubić Jadwigę, zakochał się w Rodelindzie i pragnie ją poślubić, ponieważ jej mąż, jak głosi wieść, zmarł szukając pomocy wśród Hunów. Rodelinda opłakuje męża, nienawidzi swego prześladowcy, a jedyne czego pragnie, to odzyskania władzy i przekazania jej synowi. Roztacza przed Jadwigą swoje przewagi, aby ją upokorzyć za doznane krzywdy, nie ma jednak zamiaru poślubiać Grimoalda. Jadwiga nie dowierza rywalce. Zarzuca Grimoaldowi zdradę, ten jednak nie pozostaje jej dłużny. Przez dwa lata, dopóki nie zdobył Mediolanu był przez nią upokarzany, jej miłość była tak naprawdę miłością władzy, teraz więc będzie kierował się własną wolą. Jadwiga grozi, że się zemści.

### Akt II
Jadwiga namawia księcia Turynu, Garibalda, by pomścił zniewagę, jaką jej wyrządził Grimoald, ofiarowując mu w zamian swą rękę i królestwo. Garibald obawia się jednak, że w decydującej chwili Jadwiga opowie się za Grimoaldem, a że bardziej od niej pragnie władzy, postanawia zniszczyć króla fałszywymi radami. Grimoald ofiaruje Rodelindzie koronację jej syna, Kuninkperta. Rodelinda jest zachwycona wielkodusznością króla, który wygnawszy swego oponenta, oddaje władzę jego synowi, uważa jednak, że aby zachować chwałę tego czynu trzeba, aby dar był bezinteresowny. Król jednak nie chce się wyrzec ręki ukochanej. Wobec dalszego oporu Rodelindy stawia ją przed wyborem: albo koronacja jej syna albo jego śmierć.

### Akt III
Garibald naciska, by Rodelinda jak najszybciej dokonała wyboru. Królowa zgadza się poślubić Grimoalda. Stawia jednak warunek. Grimoald jest gotów na wszystko. Królaw żąda, aby zabił jej syna. Przejrzała zamysł króla i jego doradców. Koronacja Kuninkperta nie jest żadnym darem, ale sposobem umocnienia władzy Grimoalada do czasu aż nastroje się uspokoją, a jemu samemu urodzi się własny syn. Chce skompromitować swego wroga w oczach ludu, przyspieszając nieuniknioną śmierć syna. Straż królewska odnajduje w lesie pod Mediolanem ukrywającego się Perktarita. Grimoald próbuje sugerować, że odnaleziony zbieg nie jest królem Perktaritem, jednak bez powodzenia. Garibald jest załamany, również jego plany wzięły w łeb. Jadwiga może nie chcieć pozbawić życia rodzonego brata.

### Akt IV
Wobec nieprzejednanej postawy Rodelindy Grimoald postanawia uznać swoje zaślepienie i dotrzymać słowa danego Jadwidze. Garibald przestrzega jednak swego władcę przed jej niepohamowaną żądzą władzy, która nie powstrzymała jej przed namawianiem go do spisku na życie Grimoalda. Nadchodząca Jadwiga oskarża go o zdradę. W rzeczywistości jej namowa była tylko próbą wierności, której nie dotrzymał, a więc nie można mu ufać. Garibald przyznaje, że kocha Jadwigę i wszystko by zrobił, aby zdobyć jej rękę, ale nawet on nie ośmieliłby się wskrzeszać umarłych. Grimoald oskarża Jadwigę, że w ramach obiecanej zemsty, wynalazła fałszywego Perktarita, choć on był już gotów ją poślubić. Jadwiga odmawia przyłożenia ręki do śmierci swego brata nawet gdyby nagrodą miała być korona. Unulf przynosi wiadomości, że lud rozpoznał Perktarita i w stolicy narasta wzburzenie. Grimoald postanawia stracić Perktarita. Małżonkowie żegnają się. Perktarit cieszy się, że mógł jeszcze raz zobaczyć ukochaną żonę. I choć ona postanawia do śmierci opierać się Grimoaldowi, nakłania ją, by go poślubiła. Uważa, że dość się wycierpiała. Broni racji Grimoalda, który jako prawowity władca, musi dążyć do umocnienia państwa. Chwała, która go otacza, spłynie i na jego prawowitą małżonkę.

### Akt V
Niespokojnej o los brata Jadwidze Unulf obiecuje ocalić go i wyprowadzić pod eskortą poza granice królestwa. Grimoald waha sięː jeśli chce zachować władzę w Mediolanie musi stracić Perktrita, jeśli zachowa go przy życiu lud mediolański powstanie w obronie swego króla, a wówczas wraz z Mediolanem utraci rękę Jadwigi. Księżniczka upewnia go, że kocha w nim honor i uczciwość, a nie dążenie do władzy za wszelką cenę i poślubi go również bez Mediolanu. Rodelinda na wieść o ucieczce męża oskarża Grimoalda i Jadwigę o nowe knowania. Żołnierz przynosi wiadomości o próbie podjętej przez Garibalda, by przeszkodzić ucieczce Perktarita. O śmierci doradcy księcia z ręki króla i o pochwyceniu Perktarita przez żołnierzy Garibalda. Po raz kolejny Grimoald traci szansę pokojowego rozwiązania konfliktu. Schwytany król jest gotów na śmierć. Grimoald cofa się jednak przed gwałtem. Oddaje Perktaritowi władzę nad Mediolanem. Postanawia wycofać się do Pawii. Prosi jedynie króla o zgodę na poślubienie jego siostry i ją otrzymuje.

## Analiza
Dramat przedstawia szlachetnego uzurpatora, który musi zdecydować czy zabić prawowitego władcę czy zrezygnować ze zdobytej władzy. Jedna po drugiej następują pełne patetycznego napięcia sceny. Niezdolny do zbrodni politycznej bohater poddaje się. Ostrze dramatu mierzy nie tylko w rewolucję angielską, ale i w katastrofę grożącą koronie francuskiej. Corneille ostrzega ewentualnego uzurpatora, Kondeusza, aby, znalazłszy się w sytuacji bez wyjścia, zrezygnował ze swych planów. Wobec narastających w kraju klęsk materialnych i moralnych, ujawniających się brudów życia politycznego, oszczerstw, wartości corneille’owskiego dramatuː honor, sława, szlachetność wydają się odchodzić w przeszłość. Nie ma już miejsca na tragedię chwały. Corneille zwracając się do widzów i czytelników Perktarita, żegna się, jak sądzi, ze swą publicznością
Jeszcze w kilkadziesiąt lat po premierze Wolter w przedmowie do Perktarita szydził, że nawet imiona bohaterów budzą niechęć do tej sztuki ... jakaś Eduige, jakiś Grimoald, jakiś Unulphe. Nie omieszkał jednak przy okazji pochwalić niezrównanego Racine’a, który cały układ swej Andromachy, a nawet większość uczuć, przedstawionych w tym utworze zapożyczył z tragedii Corneille’a. Sprawiedliwszej i bardziej wyważonej oceny doczekał się Perktarit dopiero ze strony współczesnych krytyków.